# Ralph Kircheis
Ralph Kircheis (* 14. Januar 1967) ist ein ehemaliger deutscher Fußballtorwart. Für den FC Karl-Marx-Stadt spielte er in der DDR-Oberliga und für den benachbarten FSV Zwickau in der 2. Bundesliga.

## Sportliche Laufbahn
Kircheis kam 1980 zur Nachwuchsabteilung des FC Karl-Marx-Stadt (FCK), dem Fußballzentrum des gleichnamigen DDR-Bezirkes. Zur Saison 1987/88 wurde er als vierter Torwart in das Aufgebot des FCK für die DDR-Oberliga übernommen. In Vertretung für die Nummer eins im FCK-Tor Holger Hiemann kam Kircheis in dieser Spielzeit in vier Punktspielen zum Einsatz. Mit Beginn der Saison 1988/89 wechselte er zum Zweitligisten Stahl Riesa, um dort erster Torwart zu werden. Bis zu seiner Einberufung zum Wehrdienst im Mai 1989 bestritt er für die Stahlwerker 21 Punktspiele. Über den Wehrdienst landete Kircheis beim Fußballschwerpunkt der DDR-Armeesportvereinigung, dem Zweitligisten FC Vorwärts Frankfurt/Oder, für den er in der Saison 1989/90 in einem Punktspiel im Tor stand.
Nach Öffnung der DDR-Grenzen im November 1989 setzte sich Kircheis vom FC Vorwärts ab, schloss sich dem badischen Landesligisten TSV Schwarzach an und stand ab 1990 in der Amateurmannschaft des SV Waldhof Mannheim. Zur Saison 1990/91 rückte er in die Profimannschaft des SV Waldhof auf, die in der 2. Bundesliga spielte. Dort kam Kircheis jedoch nicht zum Einsatz. Von 1991 bis 1994 war er Torwart beim 1. FC Walldorf in der Verbandsliga Nordbaden bzw. nach dem Abstieg 1993 in der Landesliga Rhein-Neckar. Im Frühjahr 1994 kehrte Kircheis nach Sachsen zurück, wo er zusammen mit Rainer Hoffmeister das Torhüterduo des FSV Zwickau beim Zweitligaaufstieg 1994 bildete. Bis 1996 bestritt Kircheis für den sieben Spiele in der 2. Bundesliga.
Mit Beginn der Saison 1996/97 war er Torwart des Regionalligisten Chemnitzer FC, Nachfolgeverein des FC Karl-Marx-Stadt. Neben dem Stammtorhüter Jörg Weißflog und dessen Vertreter Steffen Süßner hatte er keine Einsatzchance. 1998 beendete er wegen einer Knieverletzung seine Sportlerlaufbahn.